# (12742) Delisle
(12742) Delisle est un astéroïde de la ceinture principale.

## Description
(12742) Delisle est un astéroïde de la ceinture principale. Il fut découvert le 26 juillet 1992 à Caussols par Eric Walter Elst. Il présente une orbite caractérisée par un demi-grand axe de 3,11 UA, une excentricité de 0,22 et une inclinaison de 9,7° par rapport à l'écliptique.

## Compléments